# Phaiax (építész)
Phaiax (i. e. 4. század) görög építész.
Életéről semmit sem tudunk. Diodórosz közlése szerint a himerai csata után az agrigentumi építkezések vezetője lett. 